# Troldholme
Troldholme är öar i Limfjorden i Danmark.   De ligger i Jammerbugts kommun i Region Nordjylland, i den norra delen av landet, 240 km nordväst om Köpenhamn.